# Leopold Reinelt
Leopold Reinelt (* 10. November 1903 in Stolzenhain, Böhmen; † 10. Februar 1957 in Wiesbaden) war ein deutscher Politiker.

## Leben
Als Sohn eines Oberlehrers geboren, ging Reinelt auf das Stiftsobergymnasiums in Duppau, wo er 1921 einen nationalsozialistischen Jugendbund gründete. Er studierte in Prag Rechtswissenschaften. Während seines Studiums wurde er 1922 Mitglied der Burschenschaft Constantia Prag. Im gleichen Jahr wurde er Mitglied der nationalsozialistischen Hochschülerschaft in Prag. 1926 wurde er Mitglied der Deutschen Sozialistischen Arbeiterpartei (DNSAP), der er bis zu deren Auflösung 1933 angehörte. 1927 wurde er in Prag zum Dr. iur. promoviert.
Nach seinem Studium war er bis 1932 Rechtsanwaltskonzipient in Kaaden, Karlsbad und Sternberg. 1930 wurde er Ortsobmann der DNSAP in Schlackenwerth; 1931 wurde er Zweiter Bürgermeister. Ab 1932 war er in Schlackenwerth auch als Rechtsanwalt tätig. Er war Rechtsberater der 101. SS-Standarte. 1936  kam er wegen seiner politischen Betätigung vorübergehend in Untersuchungshaft. 1938 wurde er für die Sudetendeutsche Partei (SdP) Bürgermeister von Schlackenwerth und war als ehrenamtlicher Direktor der Volksbank tätig. Nach dem Münchener Abkommen trat er zum 26. Oktober 1938 der SS (SS-Nummer 328.495) und zum 1. November desselben Jahres der NSDAP bei (Mitgliedsnummer 6.739.957). 1940 ging er in den öffentlichen Dienst und wurde am 1. März 1941 offiziell Landrat im Landkreis Podersam. 1941 wurde er SS-Untersturmführer und war als Pressereferent der 101. SS-Standarte tätig. 1942 wurde er SS-Sturmbannführer, 1944 SS-Untersturmführer der Waffen-SS. Hier war er als Ordonnanzoffizier beim SS-Standortkommandanten Pressburg tätig, später beim SS-Hauptamt.
Nach Vertreibung 1946 und Internierung 1947 wurde er mit Stufe IV (Mitläufer) entnazifiziert und arbeitete in Breitenbach bei Schlüchtern als Holzfäller und Waldarbeiter. Ab 1951 wurde er wieder als Rechtsanwalt zugelassen und war in Schlüchtern tätig. Wenzel Jaksch verschaffte ihm 1953 eine Stelle als Leiter der Heimatauskunftstelle für den Regierungsbezirk Eger beim Hessischen Innenministerium. Er wurde Kreisvorsitzender und Mitglied des hessischen Landesvorstandes des Bundes der Vertriebenen.

## Ehrungen
- 1942: Ehrenwinkel der Alten Kämpfer
- 1953: Bundesverdienstkreuz am Bande
- Goldene Ehrennadel der Sudetendeutschen Landsmannschaft
- Silberne Ehrennadel des Bundes der Vertriebenen